# Јутел
Јутел (оригинално Yutel), скраћено од југословенска телевизија, је назив информативне емисије покренуте с циљем трансформације начина преноса информација у СФР Југославији и очувања јединства тадашње државе. Програм је основан од стране Савезног извршног већа СФРЈ, а главни лобиста за његово формирање био је тадашњи премијер СФРЈ Анте Марковић. Директор Јутела био је Бато Томашевић, главни уредник Горан Милић, а уредници Гордана Суша, Џевад Сабљаковић, Зекеријах Смајић и Велибор Човић. На челу маркетинг службе био је Ненад Чанак. Административно седиште Јутела је било у Мотовуну у Истри, финансијско-правни сектор у Београду, а редакција у Сарајеву. Програм је основан са намером да информације о актуелним збивањима буду пренесене на веродостојнији начин, а емитовао се на другом програму ТВ Сарајево у периоду од 1990. до 1992. године када су гранате са српских положаја приликом разарања Сарајева погодиле и уништиле седиште ове установе.

## Оснивање
Након распада Савеза комуниста Југославије републичке организације су се током 1990. године трансформисале у странке социјалдемократске оријентације и тако наступиле на првим вишестраначким иборима. Председник Савезног извршног већа, односно премијер СФР Југославије, Анте Марковић је пред тадашње вишестраначке изборе основао Савез реформских снага Југославије са циљом да спроведе економске реформе и уведе земљу у Европу. Како странка није имала начина да свој програм целовитије прикаже, дошло се на идеју да се покрене савезни телевизијски канал, који би био деоничарско друштво у којем би држава имала највише деоница. Како ЈРТ центри нису били превише заинтересовани за ту идеју размишљало се да се програм емитује преко сателита да би се покрила цела Југославија, западни део Европе и Медитеран, али тада је у Југославији само око 100 хиљада домаћинства имало могућност пријема сателитског програма. Касније се приступило пројекту да се станица оформи уз подршку војске која би уступила своје предајнике и технику. Секретаријат за информације се обратио Генералштабу, који је већ био уложио новац у пројекат мобилне телевизије, са намером да се Јутелу уступе техничка средства, слободан приступ за рад на војним објектима и коришћење хиликоптера за транспорт опреме и људства. Станица је добила кратак, лако памтљив назив Yutel, скраћено Југословенска телевизија, што значи Југославија и телевизија заједно.
За директора новоформиране телевизијске станице постављен је публициста и дугогодишњи уредник Југословенске ревије Небојша Бато Томашевић, а за студио изабрана је једна зграда у Мотовуну, градићу у западној Истри. Новинару РТВ Београд Горану Милићу понуђено је место уредника информативног програма. Милић напушта ТВ Београд и почиње да обилази ЈРТ центре у потрази за одабраним новинарима са којим би основао републичке и покрајинске редакције. Међутим, министар одбране Вељко Кадијевић прекида обећану помоћ, са образложењем да су фреквенције потребне војсци за навођење авиона и да војна управа у буџету нема довољно средстава за обављање радова на телевизијском студију. Тако је првобитна замисао да коришћењем војне мобилне телевизије Јутел покрије највећи део земље и буде независан медиј од републичких телевизија пропала. Друга идеја је била да Јутел буде само информативни програм који би могао да се емитује на трећем каналу ТВ Београд, који није био довољно програмски попуњен и искоришћен, али Душан Митевић, тадашњи директор ТВ Београд, није хтео да прихвати рад Јутела. Уследио је одлазак у остале телевизијске ЈРТ центре. Телевизија Сарајево понудила је своју мрежу и студио у својој новој згради уз одређену новчану накнаду. Савезно извршно веће на челу са Анте Марковићем одобрава плаћање услуга студија ТВ Сарајево, тако да Јутел коначно почиње са радом, али само као врста информативне емисије.

## Почетак емитовања
Са реченицом Горана Милића, „Добро вече, Југославијо“, 23. октобра у 22. часа на другом програму ТВ Сарајево почело је емитовање информативног југословенског канала Јутел у трајању од сат времена. Прве вести биле су о догађајима у Книну, виђене кроз прилог новинара Хрватске телевизије, а потом је на ту исту вест дао коментар дописник дневних новина Вечерње новости из Београда. На такав објективан начин информисања Јутел је хтео да гледаоцима остави да сами донесу закључак о збивањима у држави. Због ширења мира и заједништва Јутелов програм је у Босни и Херцеговини убрзо стекао велику популарност међу омладином и људима који нису пратили ТВ Дневник, а улице у Сарајеву су у време емитовања биле празне. Траке које су припремале редакције из осталих републичких центара, поводом разних догађаја широм Југославије, стизале су колима у Сарајево и припремане за вечерње емитовање, јер телевизијски центри нису дозвољавали да се снимљени материјал путем њихове мреже доставља сарајевском студију.

## Емитовање путем ЈРТ мреже
Оштре критике на Јутелов рад изнео је Танјуг. Ова новинска агенција је у званичном саопштењу изнела да Јутел представља најгрубље кршење норми савезног и републичког закона о информисању. Руководство ТВ Београд је одбило да преко своје мреже преноси Јутелов програм, јер по њиховим информацијама Јутел није имао дозволу за рад. Становништво СР Србије тако није могло да прати Јутел, осим оног у једном делу западне Србије, уз реку Дрину коју су хватали сигнал ТВ Сарајево преко предајника у Босни.
Да би омогућили гледаоцима у Србији да прате програм, Јутелови инжењери и техничари поставили су предајнике мобилне телевизије на Авали, Фрушкој гори и на крову дома ТВ Сарајево, како би стварањем своје мреже могли да преносе програм из Сарајева у Београд, Нови Сад и остали део Србије. Међутим пред сам почетак емитовања, ти предајници би били онеспособљени за рад уз обезбеђење снага милиције.
На опште интересовање и притисак грађана у пролеће 1991. године Хрватска радиотелевизија почиње да преузима Јутелов програм, а потом и РТВ Београд и други тв центри ЈРТ-а. Тако је Јутел могао да се види широм Југославије са изузетком Косова и Метохије. РТВ Београд је Јутелов програм емитовао одложено, у термину после поноћи.
Крајем маја Хрватски сабор доноси нови устав, а ХТВ прекида емитовање Јутеловог програма. Убрзо емитовање прекидају и тв центри у Србији и Црној Гори.

## Јутелов концерт за мир
У лето 1991. године долази до избијања рата у Словенији и Хрватској због отцепљења од СФРЈ. 28. јула 1991. године Јутел је огранизовао Концерт за мир на платоу код хотела Холидеј Ин, да би политичарима скренуо пажњу да би њиховим руководством рат могао да се прошири на остале делове Југославије. Због кише која је падала тог дана претила је опасност да концерт буде одложен, али самопрегорним радом радника који су радили на монтажи опреме и организатора концерта, концерт је у рекордном времену пресељен у дворану Зетра. Поред великог броја Сарајлија на концерт су организованим превозом дошли људи из разних крајева Југославије. Петнаест хиљада места у дворани није било довољно да прими све који су дошли, тако да су напољу остали многобројни који нису успели ући у дворану. Програм су водили Горан Милић и Гордана Суша која је читала вести говорећи публици да реагују на сваку информацију својим аплаузом или звиждуком. Цео догађај преносила је директно Телевизија Сарајево, док је од осталих ЈРТ центара концерт директно емитовала само ТВ Скопље. Гледаоци у Србији били су ускраћени за пренос концерта јер ТВ Београд није хтела да извештава, тако да је директан пренос емитовала НТВ Студио Б, али само за подручје Београда јер им је толики био домет. На концерту су наступили протагонисти емисије Топ листа надреалиста, Горан Бреговић, Раде Шербеџија, групе Индекси, Плави оркестар, Црвена јабука, Хари Мата Хари, Регина, Бајага и инструктори, Екатарина Велика, Горан Бреговић, Раде Шербеџија, Мерлин...

## Крај емитовања
Почетком априла 1992. године долази до војних сукоба на подручју Босне и Херцеговине. Два дана после спроведеног референдума за независност Босне и Херцеговине, у Сарајеву су постављене барикаде, а прилази граду били су блокирани. На иницијативу гледалаца који су се редакцији Јутела јављали телефоном, Горан Милић је директно преко телефона у емисију укључио Алију Изетбеговића и Радована Караџића да би нашли заједничко решење и спречили могући рат. Изгубивши наду у политичаре, 5. априла 1992. године на дан доношења декларације о независности Босне и Херцеговине, грађани Сарајева су изашли на улице протестујући против рата и политичког врха државе. ТВ Сарајево је Јутелу уступила цео свој програм, који је емитовао извештаје са тог антиратног протеста., као и збивања у згради Парламентарне скупштине Босне и Херцеговине коју су заузели грађани. Почетком опсаде Сарајева, Јутел је емитовао информације о збивањима у граду све до заузимања и демонтирања радио-телевизијског релеја на планини Влашић маја 1992. од стране ЈНА преко којег је други програм ТВ Сарајево емитовао програм.